# Mónica Leyva
Mónica Leyva o también conocida como Volta (Guadalajara, 1975) es una artista multidisciplinaria especializada en textiles, prácticas experimentales y gastronómicas, entre otras. En 2021 obtuvo el premio de adquisición en la I Bienal de Arte Contemporáneo BARCO.

## Trayectoria
Estudió Ciencias de la Comunicación en el Instituto Tecnológico y de Estudios Superiores de Occidente (ITESO) en Guadalajara y Experimental Stitched Textiles en City Lit, Londres, Inglaterra. Su trabajo oscila entre prácticas experimentales, textiles y gastronómicas, en los últimos años ha centrado su búsqueda en la recuperación e investigación de procesos tradicionales artesanales y en la poesía experimental bajo el seudónimo de VOLTA.
En el 2002 presenta su primera exposición Sigo creyendo en los milagros donde presenta una serie de exploraciones de la imagen de la virgen de Guadalupe hechas con hilos, telas, plumas y chaquira.  Ha expuesto individualmente en México en la Pinacoteca de la Universidad de Colima, en el Ex Convento del Carmen en Guadalajara, el Museo Regional de Colima, en el Museo Textil de Oaxaca,  el Museo de las Artes Gráficas de Saltillo, Coahuila y el Instituto Cultural de Baja California en Tijuana, entre otras.
Colectivamente su obra se ha presentado en el Museo Regional de Guadalajara, en Casa Taller José Clemente Orozco en Guadalajara, en el Taller de Experimentación Gráfica en la Ciudad de México, durante la VI Bienal Internacional de Textil Contemporáneo en Casa Abierta al Tiempo de la Universidad Autónoma Metropolitana en la Ciudad de México y el Chateau de Keriole en Bretaña, Francia,  el Museo de la ciudad de Guadalajara, y La Vitrina: Arte Contemporáneo Textil en el Ex Convento del Carmen, Guadalajara, entre otros.
Ha colaborado en publicaciones internacionales como la revista NEO2 en España y en el arte del disco de Nubla: Una maleta y un perro en Barcelona. En 2010 emprende una estrategia artística llamada OMA sala de tejido-café, buscando unir un café, los ponches tradicionales y la comida gourmet con la práctica de tejido, el bordado doméstico y las artes textiles contemporáneas.

## Reconocimientos
- Becaria del Programa de Estímulo a la Creación y al Desarrollo Artístico en Jalisco (2006)
- Becaria del Consejo Estatal para la Cultura y las Artes de Jalisco (2019)
- Premio de adquisición en la I Bienal de Arte Contemporáneo BARCO (2021).[1]